# Бойтлер, Аннетт
Аннетт Бойтлер (нем. Annette Beutler, род. 29 июня 1976, Бухгольтерберг) — швейцарская профессиональная велогонщица, выступавшая на профессиональном уровне с 2000 по 2007 годы. В 2006 году она стала чемпионкой Швейцарии в групповой гонке. Бронзовый призёр Кубка мира по шоссейному велоспорту 2006 года.

## Карьера
В 2003 году Аннетт Бойтлер стала чемпионкой Швейцарии в омниуме на треке и заняла второе место в Чемпионате Швейцарии в индивидуальной гонке после Приски Доппман. В 2004 году она выиграла два этапа в турах — в Грации Орлова и в Джиро Донне 2004. В следующем году она заняла второе место в общем зачёте на Редлендс Классик и Туре Большого Монреаля, где она также выиграла один этап. Она также выиграла этап на Central Valley Classic, финишировала третьей на Туре Туна и заняла третье место в Чемпионате Швейцарии в групповой гонке.
В 2006 году Бойтлер заняла третье место в Кубке мира по шоссейному велоспорту и стала чемпионкой Швейцарии в групповой гонке. В 2007 году она заняла второе место в Чемпионате Швейцарии в групповой гонке. Она завершила свою карьеру в велоспорте в конце того сезона.

## Достижения

### Шоссе
2003
2-я на Чемпионате Швейцарии — индивидуальная гонка
2004
4-й этап Джиро Донне
Тур Лимузена
Грация Орлова
2-я в генеральной классификации
2-й этап
2005
Тур Большого Монреаля
2-я в генеральной классификации
3-й этап
1-й этап Central Valley Classic
2-я на Редлендс Классик
3-я на Чемпионате Швейцарии — групповая гонка
3-я на Туре Туна
2006
 Чемпионат Швейцарии — групповая гонка
2-я на Ледис Голден Хоур
3-я на Кубке мира UCI
5-я на Туре Роттердама
2007
2-я на Чемпионате Швейцарии — групповая гонка
0

### Трек
2003
 Чемпионат Швейцарии — омниум